# Cross Ouest-France
Le cross Ouest-France est un cross-country long organisé par le groupe de presse Ouest-France se déroulant au Mans sur le site de l'Arche de la nature.

## Historique
Fondée en 1981 par le quotidien Ouest-France et la Ville du Mans, la compétition accueille plus de 4 000 personnes lors de sa première édition. Rapidement, elle se classe au premier rang des courses françaises et parmi le top européen, au point d'attirer des athlètes de niveau international. Ainsi, 15 002 coureurs s'élancent au départ des différentes épreuves de l'édition 2015, dont 4 800 enfants,.
Partenaire majeur du cross au point d'y accoler son nom, le conseil régional des Pays de la Loire annonce son désengagement total en novembre 2025. Cela se traduit par la suppression de la subvention annuelle de 30 000 euros.

## Palmarès

### Palmarès cross long hommes
- 1981 :  Tim Hutchings
- 1983 :  Chris Woodhouse
- 1984 :  Pierre Lévisse
- 1985 :  Jean-Louis Prianon
- 1986 :  Vincent Rousseau
- 1987 :  Peter Daenens (en)
- 1988 :  Thierry Pantel
- 1989 :  Thierry Pantel
- 1990 :  Hammou Boutayeb
- 1991 :  Vincent Rousseau
- 1992 :  Mica Boinett
- 1993 :  Vincent Rousseau
- 1994 :  Paulo Guerra
- 1995 :  Daniel Komen
- 1996 :  Moses Tanui
- 1997 :  Laban Chege (en)
- 1998 :  Jon Brown
- 1999 :  Driss el-Himer
- 2000 :  Phaustin Baha Sulle
- 2001 :  Daniel Gachara (en)
- 2002 :  Daniel Gachara (en)
- 2003 :  Driss el-Himer
- 2004 :  Luke Kipkosgei
- 2005 :  Luke Kipkosgei
- 2006 :  Dennis N'Diso
- 2007 :  Edwin Soi
- 2008 :  Driss el-Himer
- 2009 :  Micah Kogo
- 2010 :  Mike Kigen
- 2011 :  Mike Kigen
- 2012 :  Caleb Ndiku en 29 min 32 s
- 2013 :  John Kipkoech
- 2014 :  Birhan Nebebew (en)
- 2015 :  Aweke Ayalew Yimer
- 2016 :  Abadi Hadis
- 2017 :  Getaneh Molla
- 2018 :  Aweke Ayalew (en)
- 2019 :  Thierry Ndikumwenayo
- 2020 :  Kenneth Kipkemoi
- 2021-2022 : Pas de compétition
- 2023 :  Abrham Sime (en)
- 2024 :  Félix Bour

### Palmarès cross long femmes
- 1981 :  Anne-Marie Jutel
- 1983 :  Christine Loiseau
- 1984 :  Christine Loiseau
- 1985 :  Maria Rebelo
- 1986 :  Isabelle Matthys
- 1987 :  Christine Loiseau
- 1988 :  Rosario Murcia
- 1989 :  Marie-Pierre Duros
- 1990 :  Albertina Dias
- 1991 :  Fernanda Marques (en)
- 1992 :  Sonia O'Sullivan
- 1993 :  Albertina Dias
- 1994 :  Farida Fatès
- 1995 :  Elena Fidatov (en)
- 1996 :  Lulia Negura (en)
- 1997 :  Derartu Tulu
- 1998 :  Catherina McKiernan
- 1999 :  Genetesh Urge
- 2000 :  Fatima Yvelain
- 2001 :  Naomi Mugo
- 2002 :  Fatiha Klilech
- 2003 :  Colleen De Reuck (en)
- 2004 :  Rahab Ndung'u
- 2005 :  Isabella Ochichi
- 2006 :  Bouchra Ghezielle
- 2007 :  Julie Coulaud
- 2008 :  Linet Masai
- 2009 :  Mary Wacera Ngugi
- 2010 :  Belaynesh Oljira
- 2011 :  Wude Ayalew
- 2012 :  Azmera Gebru
- 2013 :  Etenesh Diro
- 2014 :  Senbere Teferi
- 2015 :  Tigist Gashaw
- 2016 :  Letesenbet Gidey
- 2017 :  Susan Jeptooo
- 2018 :  Hawi Feysa
- 2019 :  Chaltu Negasa
- 2020 :  Jackline Jerono
- 2021-2022 : Pas de compétition
- 2023 :  Sarah Chelangat (en)
- 2024 :  Grace Nawowuna (en)